# Their Greatest Hits (1971-1975)
Their Greatest Hits (1971-1975) es un álbum recopilatorio de la banda estadounidense de rock Eagles, que alberga sencillos de la banda hasta 1976, por la discográfica Asylum Records. Hasta agosto de 2018, el álbum ha vendido 30.000.000 de copias en el mercado interno, convirtiéndose en el álbum recopilatorio más vendido en la historia musical de los Estados Unidos. Sumando los 13 millones de copias que ha vendido a nivel internacional, suma un total de 43 millones de ventas, siendo uno de los álbumes más vendidos de todos los tiempos.

## Historia
Their Greatest Hits (1971-1975) consta de 9 sencillos lanzados por la banda y que se convirtieron en best seller, también tiene a la canción "Desperado" que nunca había sido lanzada como un sencillo.
El 24 de febrero de 1976, el álbum alcanzó la certificación de Platino por la RIAA, en reconocimiento del millón de ventas que tuvo el álbum. El 10 de noviembre de 1999, se convirtió en unos de los álbumes más vendido en Estados Unidos, cuando fue certificado 26 × Multi Platino. El 30 de enero de 2006, fue certificado 29 x Multi Platino. El álbum ha vendido 43 millones de copias alrededor del mundo. Hasta la fecha , en EE.UU ha sido certificado como 38 x Multi Platino tras vender más de 30 000 000 de copias solo en el territorio estadounidense.
En 2018 superó a Thriller de Michael Jackson, convirtiéndose así en el disco más vendido de todos los tiempos solamente en Estados Unidos.

## Lista de canciones

### Cara uno
| N.º | Canción                                                   | Duración |
| --- | --------------------------------------------------------- | -------- |
| 1.  | "Take It Easy" (Jackson Browne, Glenn Frey)"              | 3:32     |
| 2.  | "Witchy Woman" (Don Henley, Bernie Leadon)'"              | 4:11     |
| 3.  | "Lyin' Eyes" (Henley, Frey)"                              | 6:22     |
| 4.  | "Already Gone" (Jack Tempchin, Robert Arnold Strandlund)" | 4:13     |
| 5.  | "Desperado "(Henley, Frey)"                               | 3:33     |

### Cara dos
| N.º | Canción                                                      | Invitado |
| --- | ------------------------------------------------------------ | -------- |
| 1.  | "One of These Nights (Henley, Frey)"                         | 4:51     |
| 2.  | "Tequila Sunrise" style="font-size:xx-small"(Henley, Frey)'" | 2:52     |
| 3.  | "Take It to the Limit" (Randy Meisner, Henley, Frey)"        | 4:48     |
| 4.  | "Peaceful Easy Feeling" (Tempchin)"                          | 4:18     |
| 5.  | "Best of My Love" (Henley, Frey, J.D. Souther)"              | 4:35     |

## Personal
- Glenn Frey - guitarra líder, piano, voz líder
- Don Henley - batería, voz líder
- Bernie Leadon - banjo, guitarra, pedal steel, mandolina y voz
- Randy Meisner - bajo, guitarra, voz principal
- Don Felder - guitarra, voz (aparece en las pistas 3, 4, 6, 8, 10)